# Рогатик дудчатый
Рога́тик ду́дчатый (лат. Macrotyphula fistulosa) — вид грибов, включённый в род макротифула (Macrotyphula) семейства тифуловые (Typhulaceae).

## Описание
Плодовое тело не ветвистое, полое, 7—30 см длиной, до 8 мм толщиной, в начале развития с заострённым концом, затем притупленное, нередко изогнутое. Окраска сначала жёлтая, затем палевая.
Основание плодового тела нередко покрыто белыми волосками.
Споровый отпечаток белого цвета. Споры веретеновидной или эллиптической формы, 10—18,5×4,5—8 мкм, неамилоидные. Базидии четырёхспоровые.
Рогатик дудчатый — малоизвестный съедобный гриб, редко собирается из-за малой мясистости и хрящевой консистенции. Иногда указывается как несъедобный.

## Экология
Плодовые тела появляются поздней осенью одиночно или небольшими группами на веточках лиственных и хвойных деревьев, часто — на буке, иногда на земле. Сапротроф.

## Таксономия

### Синонимы
- Clavaria ardeniae Sowerby, 1799
- Clavaria contorta Holmsk., 1790
- Clavaria fistulosa Holmsk., 1790basionym
- Clavaria macrorhiza Sw., 1811
- Clavaria pilipes Vahl, 1794
- Clavaria pilosa Pers., 1797
- Clavaria rigens Holmsk., 1790
- Clavaria tuberosa Sowerby, 1799
- Clavariadelphus contortus (Holmsk.) Pilát, 1955
- Clavariadelphus fistulosus (Holmsk.) Corner, 1950
- Clavariella fistulosa (Holmsk.) P.Karst., 1881
- Eriocladus fistulosus (Holmsk.) Lév., 1846
- Macrotyphula contorta (Holmsk.) Rauschert, 1987
- Pistillaria alnicola Peck, 1889
- Typhula contorta (Holmsk.) Olariaga, 2012
- Typhula fistulosa (Holmsk.) Olariaga, 2012